# 赵汉奇
赵汉奇（1913年—1952年），出生于内蒙古呼和浩特市腾家营子村。中華民國大陸時期軍官，1938年后在新疆服役，1945年指挥国军赢得阿克苏保卫战。1949年参加起义，1952年遭到处决。

## 生平
赵汉奇祖籍山西宁武，幼年其父在新疆的迪化（今乌鲁木齐）开饭店，后其父亲将其安排在乌鲁木齐读书。小学毕业后，赵汉奇就被送到商店中当学徒。
1930年，赵汉奇改行学习电报的收发业务。
1932年，担任剿匪指挥部的少尉秘书，1933年担任少尉班长。1937年时，赵汉奇成为省军特科的少校大队长。1938年时，赵汉奇考入黄埔军校新疆第九分校，成为黄埔军校的学生。赵汉奇在进入黄埔军校之后，在骑兵学科学习。毕业后在新疆南部的阿克苏省军担任21团的少校连长。
1941年，赵汉奇从第九分校毕业，并被分配在新疆南部的阿克苏省军，担任了第二十一团第三连少校连长。1943年，赵汉奇担任骑兵第十团的中校参谋长。
1945年，回维军队围攻阿克苏，赵汉奇担任阿克苏等地的指挥官。经历了两个多月的保卫战后，叛军被击退，国军取得了阿克苏保卫战的胜利。阿克苏解围后，南疆只有边陲蒲犁（今新疆塔什库尔干）、莎车、叶城一带还有民族军活动。骑二师骑五团移师镇守莎车，民族军放弃在莎车的军事计划，转而攻击叶城。次年二月，新疆和谈签字后，国军派遣高参李敬唐率兵收复了叶城和泽普。三区方面也召回了在蒲犁指挥军事行动的伊斯哈克伯克。同年七月，新疆省府改组，蒲犁民族军退入苏联，动荡经年的南疆局势始完全澄结束。
1949年09月25日，赵汉奇于迪化参加起义。
1952年，在镇反运动中被处决。